# Тимур (имя)
Тиму́р (тюрк. Tümür, Demir — «железо», он же Темурлан) — мужское личное имя тюркского и монгольского происхождения. Это имя означает стойкого, прочного человека. Имя стало знаменитым благодаря полководцу и завоевателю Тимуру (Тамерлану) (1336—1405).
В СССР имя получило популярность из-за повести «Тимур и его команда» советского писателя А. П. Гайдара и пионерского движения тимуровцев. Имя часто давали в городах. По мнению ряда исследователей, имя Тимур имело популярность также из-за сокращения в русском языке в виде Тима, которое стало путаться с сокращением имени Тимофей.